# Josef Lang
Josef Lang, född 17 december 1865 i Hochlibin i Böhmen i Österrike-Ungern, död 15 juli 1946 i Lidingö, Stockholms län, var en svensk harpist.

## Biografi
Josef Lang föddes 1865 i  Böhmen. Lang studerade vid musikkonservatoriet i Prag 1876–1882, var harpist i Prag, Brünn och Dresden 1882–1886, anställd vid Kungliga Hovkapellet i Stockholm 1886–1924 och var lärare i harpspelning vid musikkonservatoriet 1895–1898. Han komponerade sånger och stycken för harpa.
Han blev som nummer 529 ledamot av Kungliga Musikaliska Akademien 1910. Lang blev åter lärare i harpspelning vid musikkonservatoriet 1909 och lärare vid operaskolan 1913. Lang avled 1946 på Lidingö.
Han gifte sig 1895 med harpisten Anna Nordqvist (1874–1920). De är begravda på Lidingö kyrkogård.